# Котабато (город)
Котаба́то (таг. Lungsod ng Cotabato) — город на Филиппинах. Имеет статус «независимого города» и одновременно с этим является административным центром Автономный pегион Бангсаморо в Mусульманском Минданао.

## История
Торговое поселение на месте современного города было основано исламскими миссионерами в XV веке и позднее являлось частью Султаната Магинданао. С периода правления султана Мухаммада Дипатуана Кударата (1619—1671) и до момента испанской колонизации в конце XIX века, город выполнял столичные функции.

## Географическое положение
Город находится на западе острова Минданао, на южном берегу реки Минданао, в месте впадения в неё реки Матампай, на расстоянии приблизительно 890 километров к юго-востоку от столицы страны Манилы. Абсолютная высота — 1 метр над уровнем моря. С административной точки зрения Котабато является независимого города и с трёх сторон окружён территорией провинции Магинданао.

## Климат
| Показатель                    | Янв. | Фев. | Март | Апр. | Май | Июнь | Июль | Авг. | Сен. | Окт. | Нояб. | Дек. | Год  |
| ----------------------------- | ---- | ---- | ---- | ---- | --- | ---- | ---- | ---- | ---- | ---- | ----- | ---- | ---- |
| Абсолютный максимум, °C       | 35   | 36   | 37   | 36   | 36  | 36   | 35   | 35   | 35   | 36   | 35    | 35   | 37   |
| Средний суточный максимум, °C | 32   | 32   | 33   | 33   | 33  | 32   | 32   | 31   | 32   | 32   | 32    | 32   | 32   |
| Средняя температура, °C       | 26   | 26   | 27   | 27   | 27  | 27   | 27   | 26   | 27   | 27   | 27    | 26   | 27   |
| Средний суточный минимум, °C  | 21   | 21   | 21   | 22   | 22  | 22   | 22   | 22   | 22   | 22   | 22    | 21   | 22   |
| Абсолютный минимум, °C        | 16   | 17   | 18   | 18   | 19  | 20   | 19   | 19   | 17   | 18   | 17    | 17   | 16   |
| Норма осадков, мм             | 60   | 80   | 90   | 120  | 230 | 220  | 220  | 320  | 240  | 250  | 170   | 90   | 2160 |
| Источник: Weatherbase         |      |      |      |      |     |      |      |      |      |      |       |      |      |

## Население
По данным официальной переписи 2007 года численность населения составляла 259 153 человек, из которых мужчины составляли 49 %, женщины — соответственно 51 %. Темп роста населения — 6,52 %. Доля детей (до 14 лет) в возрастной структуре населения составляла 36 %, людей трудоспособного возраста — 61,5 %, пенсионеров — 2,5 %.

В этнолингвистическом составе преобладают носители языка магинданао (50,28 %); также представлены носители языков: себуано (13,99 %), тагальского (9,61 %), маранао (6 %), висайя (2,75 %) и др.

Динамика численности населения города по годам:
| 2000    | 2007    | 2013    |
| ------- | ------- | ------- |
| 163 849 | 259 153 | 370 305 |

## Транспорт
В окрестностях города расположен аэропорт (IATA: CBO, ICAO: RPMC).

## Административное деление
Территория города административно подразделяется на 37 барангаев:
| - Багуа (Bagua) - Багуа II (Bagua II) - Каланганан (Kalanganan) - Побласион (Poblacion) - Розари-Хайтс (Rosary Heights) - Багуа I (Bagua I) - Багуа II (Bagua II) - Багуа III (Bagua III) - Каланганан I (Kalanganan I) - Каланганан II (Kalanganan II) - Побласион I (Poblacion I) - Побласион II (Poblacion II) - Побласион III (Poblacion III) | - Побласион IV (Poblacion IV) - Побласион V (Poblacion V) - Побласион VI (Poblacion VI) - Побласион VII (Poblacion VII) - Побласион VIII (Poblacion VIII) - Побласион IX (Poblacion IX) - Розари-Хайтс I (Rosary Heights I) - Розари-Хайтс II (Rosary Heights II) - Розари-Хайтс III (Rosary Heights III) - Розари-Хайтс IV (Rosary Heights IV) - Розари-Хайтс V (Rosary Heights V) - Розари-Хайтс VI (Rosary Heights VI) - Розари-Хайтс VII (Rosary Heights VII) | - Розари-Хайтс VIII (Rosary Heights VIII) - Розари-Хайтс IX (Rosary Heights IX) - Розари-Хайтс X (Rosary Heights X) - Розари-Хайтс XI (Rosary Heights XI) - Розари-Хайтс XII (Rosary Heights XII) - Розари-Хайтс XIII (Rosary Heights XIII) - Тамонтака I (Tamontaka I) - Тамонтака II (Tamontaka II) - Тамонтака III (Tamontaka III) - Тамонтака IV (Tamontaka IV) - Тамонтака V (Tamontaka V) - Тамонтака VI (Tamontaka VI) |